# Koleje Dolnośląskie

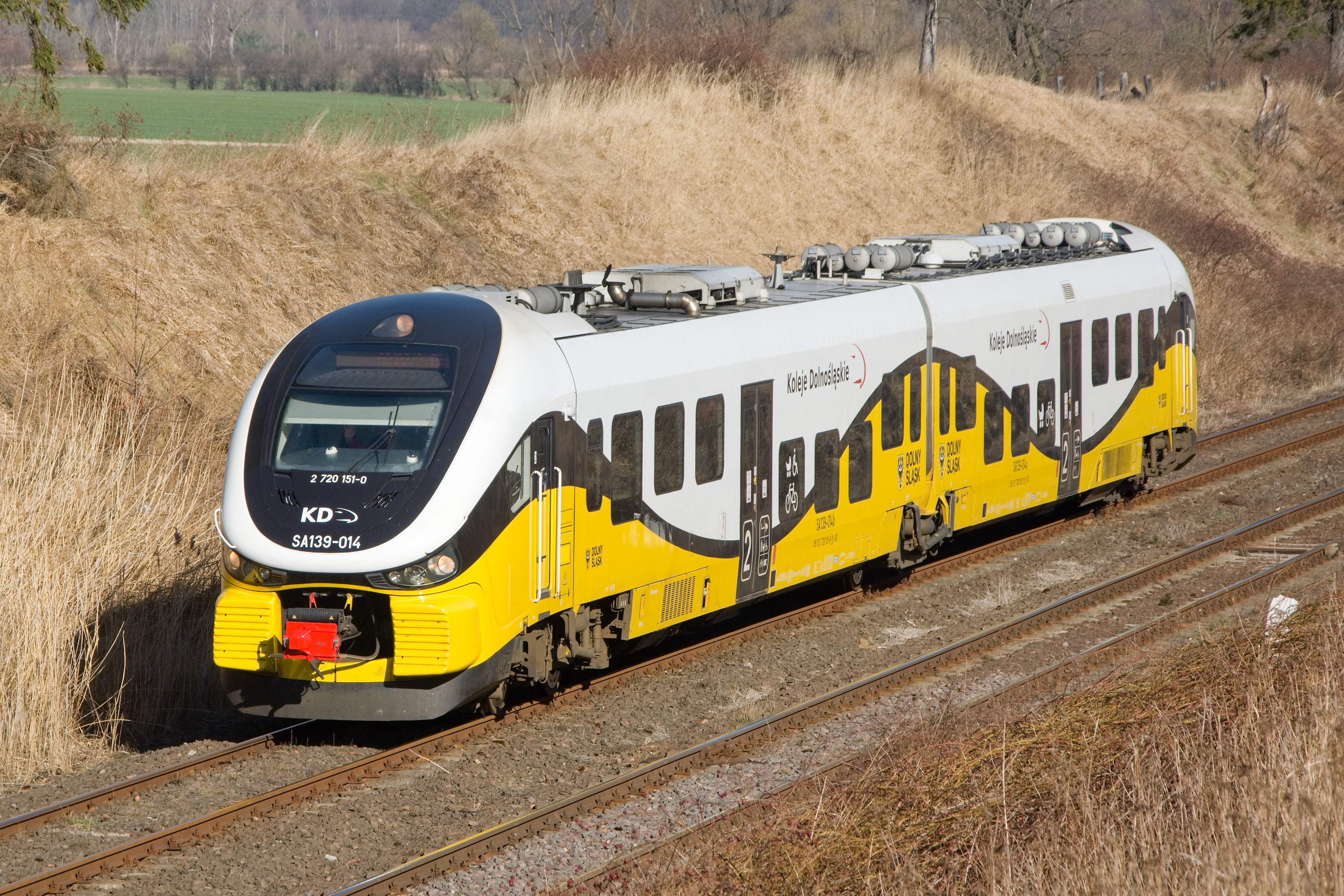
Osobní vlak společnosti Koleje Dolnośląskie

Koleje Dolnośląskie (česky doslova Dolnoslezské dráhy) je polský regionální železniční dopravce, operující na území Dolnoslezského vojvodství. Dopravce provozuje regionální a místní osobní spoje na území minoritních[zdroj?] železničních tratích v určitých částech vojvodství (Vratislav, Kladsko, Valbřich, Lehnice, Jelení Hora, Lubin a Svídnice); zajíždí také na některých linkách i na území Německa[zdroj?]. Přímým konkurentem jsou mu Przewozy Regionalne.
Společnost vznikla 28. prosince 2007 formálně rozhodnutím dolnoslezského regionálního sněmu. O téměř rok později vypravily Koleje Dolnośląskie svůj první osobní vlak (na trati Kłodzko Główne - Lehnice). V roce 2012 převezly vlaky KD celkem 1,8 milionů cestujících.